# Kodeks wyborczy
Ustawa z dnia 5 stycznia 2011 r. – Kodeks wyborczy – ustawa regulująca prawo wyborcze w Polsce. Zawiera przepisy dotyczące przeprowadzania wyborów parlamentarnych, wyborów prezydenckich, wyborów samorządowych i wyborów do Parlamentu Europejskiego, przepisy o warunkach ich ważności i przepisy karne za wykroczenia i niektóre przestępstwa popełnione przeciwko wyborom. Ustawa weszła w życie w dniu 1 sierpnia 2011 roku. Wcześniejsze ustawy dotyczące wyborów zostały uchylone zgodnie z art. 10 ustawy – Przepisy wprowadzające ustawę – Kodeks wyborczy. Poza ujednoliconym kodeksem pozostawiono natomiast dwie odrębne ustawy, dotyczące referendów ogólnokrajowych oraz referendów lokalnych.

## Historia
Z inicjatywą połączenia aktów prawnych dotyczących wyborów, tj. ustawy z dnia 12 kwietnia 2001 r. Ordynacja wyborcza do Sejmu RP i do Senatu RP, ustawy z dnia 27 września 1990 r. o wyborze Prezydenta RP, ustawy z dnia 16 lipca 1998 r. Ordynacja wyborcza do rad gmin, rad powiatów i sejmików województw, ustawy z dnia 20 czerwca 2002 r. o bezpośrednim wyborze wójta, burmistrza, prezydenta miasta, ustawy z dnia 23 stycznia 2004 r. Ordynacja wyborcza do Parlamentu Europejskiego, w jeden akt o nazwie Kodeks wyborczy wystąpiła 24 czerwca 2008 r. grupa posłów z Klubu Poselskiego Lewica i Demokraci.

## Zmiany wynikające z ustawodawstwa i orzecznictwa Trybunału Konstytucyjnego
- Ustawę nowelizowano wielokrotnie. Ostatnia zmiana weszła w życie w 2025 roku[4]
- Nowelizację tej ustawy z 25 czerwca 2015 r. uchwalono w następstwie wydarzeń podczas wyborów samorządowych w 2014 roku.
- Nowelizacja tej ustawy z 3 lutego 2011 r., dotycząca zakazu emisji płatnych audycji wyborczych w publicznej telewizji i radiu[5] została uchylona jako niezgodna z Konstytucją[6].
- W wyniku wyroku Trybunału Konstytucyjnego z 20 lipca 2011 część uregulowań z procedury wyborczej uznana została za niezgodne z Konstytucją, m.in. dwudniowy czas przeprowadzania wyborów do Sejmu i Senatu.
- Do końca 2016 r. Trybunał Konstytucyjny wydał jeszcze trzy wyroki odnoszące się do Kodeksu wyborczego.
- 10 listopada 2017 roku do Sejmu wpłynął poselski projekt ustawy o zmianie niektórych ustaw w celu zwiększenia udziału obywateli w procesie wybierania, funkcjonowania i kontrolowania niektórych organów publicznych, który zdaniem wnioskodawców dotyczy zgodnie z uzasadnieniem – zmiany ustaw o samorządzie gminnym, powiatowym i województwa mającej na celu zwiększenie udziału obywateli w procesie kontrolowania oraz funkcjonowania niektórych organów publicznych – władzy samorządowej oraz zwiększenia roli społeczeństwa w procesie wybierania organów pochodzących z wyborów powszechnych, a także kontroli tego procesu i organów opowiadających za przygotowanie i przeprowadzenie wyborów[7]. 14 grudnia 2017 roku Sejm RP przyjął ustawę o zmianie niektórych ustaw w celu zwiększenia udziału obywateli w procesie wybierania, funkcjonowania i kontrolowania niektórych organów publicznych[8], którą 21 grudnia 2017 roku Senat przyjął wraz ze zgłoszonymi poprawkami zaakceptowanymi przez Sejm w dniach 10 i 11 stycznia 2018 roku[7]. 16 stycznia 2018 roku prezydent Polski Andrzej Duda podjął decyzję o podpisaniu przyjętej ustawy z dnia 11 stycznia 2018 r. o zmianie niektórych ustaw w celu zwiększenia udziału obywateli w procesie wybierania, funkcjonowania i kontrolowania niektórych organów publicznych, która wprowadza m.in. nowelizację Kodeksu wyborczego i ustaw o samorządach[9][10]. Ustawa wprowadza m.in. dwukadencyjność wójtów, burmistrzów i prezydentów miast licząc pierwszą kadencję od 2018 roku, jednomandatowe okręgi wyborcze w gminach do 20 tys. mieszkańców i wydłuża kadencję organów samorządowych z 4 do 5 lat[10].
- Uchwalenie 20 lipca 2018 ustawy zmieniającej przepisy dotyczące wyborów do Parlamentu Europejskiego, dokonującej m.in. zwiększenia liczby okręgów wyborczych do 13 i podniesienia realnego progu wyborczego do 16,5% (próg dopuszczany przez prawo europejskie to 5%); zmiany te mogą uniemożliwić mniejszym partiom politycznym zdobycie mandatów poselskich[11]. 17 sierpnia 2018 ustawę zawetował prezydent Andrzej Duda[12].
- Nowelizacja z 31 marca 2020 r. wprowadziła głosowanie korespondencyjne dla osób, które najpóźniej w dniu głosowania ukończyły 60 lat i osób objętych obowiązkową kwarantanną, izolacją lub izolacją w warunkach domowych, o których mowa w ustawie z dnia 5 grudnia 2008 r. o zapobieganiu oraz zwalczaniu zakażeń i chorób zakaźnych u ludzi (Dz.U. z 2023 r. poz. 1284).
- 9 maja 2020 r. weszła w życie ustawa z 6 kwietnia 2020 r. (Dz.U. z 2020 r. poz. 827), ustawa epizodyczna mająca pierwszeństwo stosowania przed Kodeksem wyborczym i wprowadzająca powszechne głosowanie korespondencyjne w wyborach prezydenckich 10 maja 2020 r. Głosowania w tym dniu nie przeprowadzono. Ustawę uchylono 2 czerwca 2020 r.
- 2 czerwca 2020 r. weszła w życie ustawa z 2 czerwca 2020 r. (Dz.U. z 2020 r. poz. 979), ustawa epizodyczna mająca pierwszeństwo stosowania przed Kodeksem wyborczym i wprowadzająca głosowanie korespondencyjne dla części wyborców. Na podstawie tej ustawy zarządzono wybory prezydenckie 28 czerwca 2020 r. Zarówno ustawa z 9 maja 2020 r., jak i ustawa z 2 czerwca 2020 r. została wprowadzona w związku z epidemią choroby COVID-19 na terytorium Polski.
- Nowelizacja z 26 czerwca 2023 r. wprowadziła Centralny Rejestr Wyborców (CRW), który stał się częścią Systemu Rejestrów Państwowych (SRP), zwiększyła liczbę lokali wyborczych w mniejszych gminach, dostosowuje przepisy do umowy z 2020 r. między Polską a Zjednoczonym Królestwem Wielkiej Brytanii i Irlandii Północnej w kwestii udziału w niektórych wyborach przez obywateli jednego państwa, zamieszkujących na terytorium drugiego państwa po brexicie, prawo do bezpłatnego transportu z miejsca zamieszkania do lokalu wyborczego właściwego dla obwodu głosowania dla wyborców niepełnosprawnych o znacznym lub umiarkowanym stopniu niepełnosprawności oraz wyborców, którzy najpóźniej w dniu głosownia kończą 60 lat[13].